# Elfrida de Wessex
Elfrida o Ælfthryth (877 - 7 de junio de 929), fue la hija menor del rey inglés Alfredo el Grande y de su esposa Ethelswitha Mucel. Fue condesa de Flandes por su matrimonio con Balduino II.

## Datos biográficos
Diversos cronistas medievales (Folcwine, Witger, Annales Elnonenses, Annales Blandiniensis) mencionan a Elfrida. Está registrada una donación de tierras inglesas (Levesham, Greenwich, Woolwich) por parte de la condesa viuda junto a sus hijos Arnulfo y Adalulfo (11 de septiembre de 918), en favor de la abadía de Saint-Pierre de Gand, donde está enterrada. Su esposo Balduíno se hizo sepultar en la cercana abadía de Saint-Bertin, accediendo a los deseos de Elfrida de reposar cerca de su esposo. Saint-Bertin estaba vedado para las sepulturas femeninas.
Su tumba contenía un epitafio latino con el siguiente texto: 

Etgeri (o Alfredi) fueram prestantis filia regis / Elstrudis proprio nomine dicta meo. / Que dum presentis vigui spiramine lucis, / Balduini thalamis usa fui domini, / Septenis Iunii cum fulsit in idibus astrum, / Me pius ad superos evocat hinc dominus.
Chronicon Flandriae, Corpus Chron. Fland., 1: 271

## Matrimonio y descendencia
De su matrimonio con Balduino II de Flandes nacieron los siguientes hijos:
- Arnulfo I, conde de Flandes.
- Adalulfo (c. 890 - p33), conde de Boulogne.
- Ealswid
- Ermentruda